# Anciennität
Anciennität (IPA: [ɑ̃ˌsi̯ɛ̃ːniˈtɛːt], anhörenⓘ; französisch ancienneté, Altersstufe) ist die Rangordnung, die sich aufgrund der Zugehörigkeitsdauer zu einem Gremium oder einer Gruppe bzw. aufgrund des Dienstalters ergibt, im Gegensatz zur Seniorität, die auf dem tatsächlichen Alter basiert.
Die Bezeichnung Anciennität entstammt einem Beförderungsprinzip, wonach Offizieren Beförderungen aufgrund ihres Dienstalters zustanden. Auf diese Weise wurde Konkurrenz vermieden und der Corpsgeist gestärkt. Andererseits war sie der Motivation und Leistungsbereitschaft der Offiziere mitunter abträglich. Verwendung findet dieser Begriff vor allem bei Botschaften. Müssen Botschafter aus irgendeinem Grund in eine Reihenfolge gebracht werden, so ist es üblich, dies nach der Reihenfolge des Eingangs des Beglaubigungsschreibens des Botschafters beim Gastgeberland zu tun (sogenannte lokale Anciennität). Das älteste bzw. rangälteste Mitglied in einem diplomatischen Corps wird Doyen genannt.

## Schweizerischer Bundesrat
Bei der Verteilung der sieben Departemente im Schweizerischen Bundesrat wird ebenfalls nach dem Anciennitätsprinzip vorgegangen: Der amtsälteste Bundesrat wählt zuerst sein Departement, anschliessend der Zweitälteste und so weiter. Dem neugewählten Bundesrat wird das verbleibende Departement zugeteilt. Auch die Reihenfolge bei den Bundesratswahlen wird durch das Anciennitätsprinzip bestimmt: zuerst steht der amtsälteste Bundesrat zur Wahl, zuletzt der amtsjüngste bzw. der neu zu wählende.

## Studentenverbindungen
Bei Studentenverbindungen gilt das Anciennitätsprinzip seit dem 19. Jahrhundert als wichtiges Kriterium zur Bestimmung der Reihenfolge bei Begrüßungen, Paraden, Vorsitz und Gewicht innerhalb eines Korporationsverbandes oder an der jeweiligen Universität. Besonders aus diesem Grund gab es, verbunden mit einem Aufschwung der studentenhistorischen Forschung, zwischen 1870 und 1930 zahlreiche sogenannte Rückdatierungen auf ältere Vorläuferverbindungen, um mit einem älteren Gründungsdatum in der Hierarchie gemäß dem Anciennitätsprinzip aufzurücken. Die von Studentenhistorikern anerkannten Kriterien für eine Rückdatierung sind z. B.:
- Neugründung einer Verbindung aus einer zuvor verbotenen Verbindung unter Beibehaltung der meisten Mitglieder
- Anerkennung der Nachfolge durch ein noch lebendes Mitglied der Vorläuferverbindung
- Anerkennung einer aktiven Verbindung durch einen noch bestehenden Altherrenverein der Vorläuferverbindung